# نیو جک سیتی
نیو جک سیتی (انگلیسی: New Jack City) یک فیلم در ژانر نئو-نوآر، جنایی، درام، و اکشن به کارگردانی ماریو فن پیبلز است که در سال ۱۹۹۱ منتشر شد.

## بازیگران
- وسلی اسنایپس
- آیس-تی
- جاد نلسن
- آلن پاین
- کریس راک
- بیل نون
- ماریو فن پیبلز
- مایکل میشل
- ونسا ای ویلیامز
- بیل کوبس
- لئو اوبرایان
- راسل وونگ